# Ostrovské rybníky
Ostrovské rybníky jsou přírodní rezervace u města Ostrov v okrese Karlovy Vary, vyhlášená v roce 1998. Důvodem je ochrana vodních a mokřadních stanovišť a na ně vázané flory a fauny. Přírodní rezervace, která se rozkládá na katastrálních územích Bystřice u Hroznětína, Hájek u Ostrova, Kfely u Ostrova a Ostrov nad Ohří, je v péči Krajského úřadu Karlovarského kraje. Území rezervace je součástí evropsky významné lokality Natura 2000 Ostrovské rybníky a ptačí oblasti Doupovské hory.

## Galerie

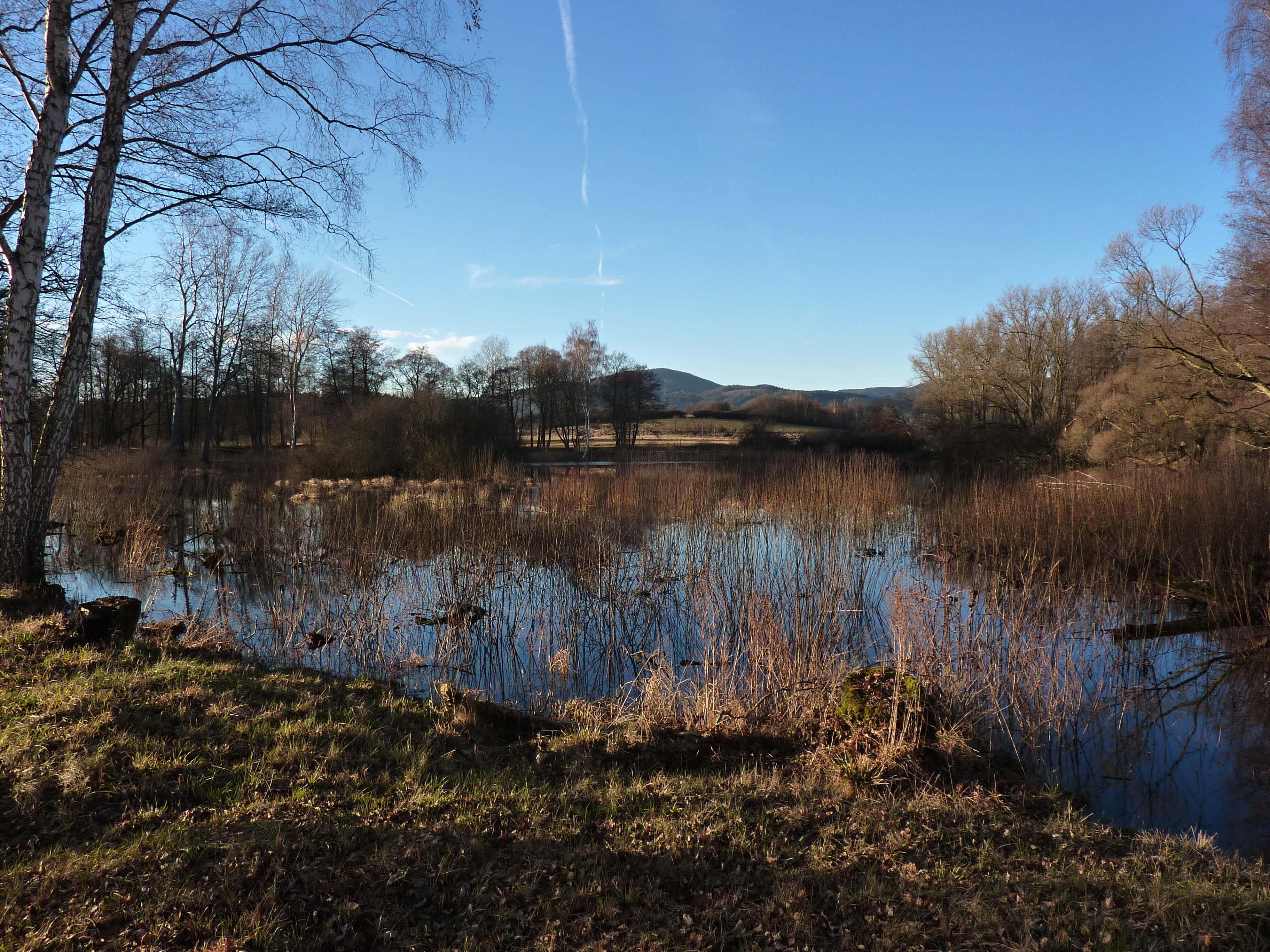
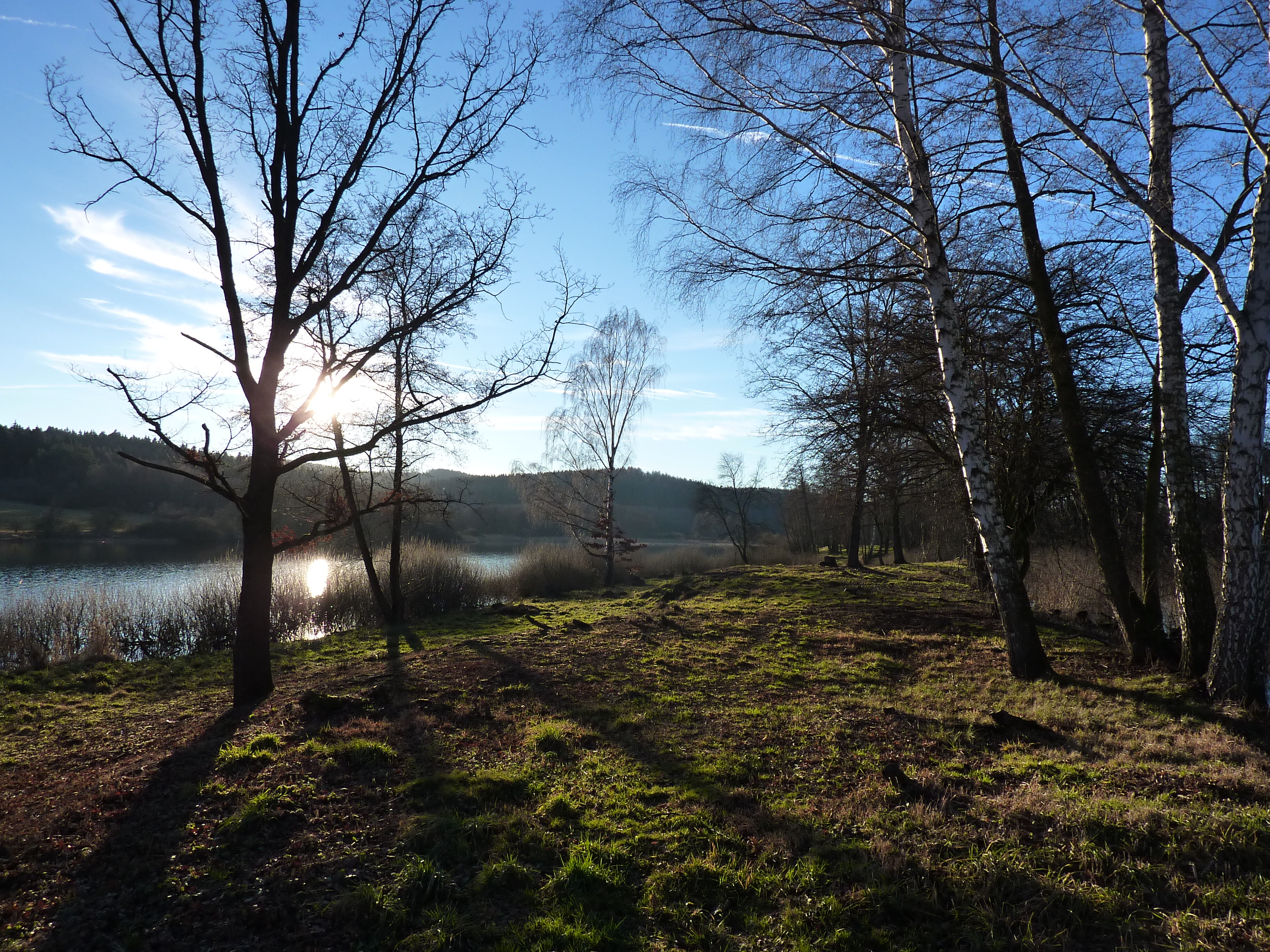
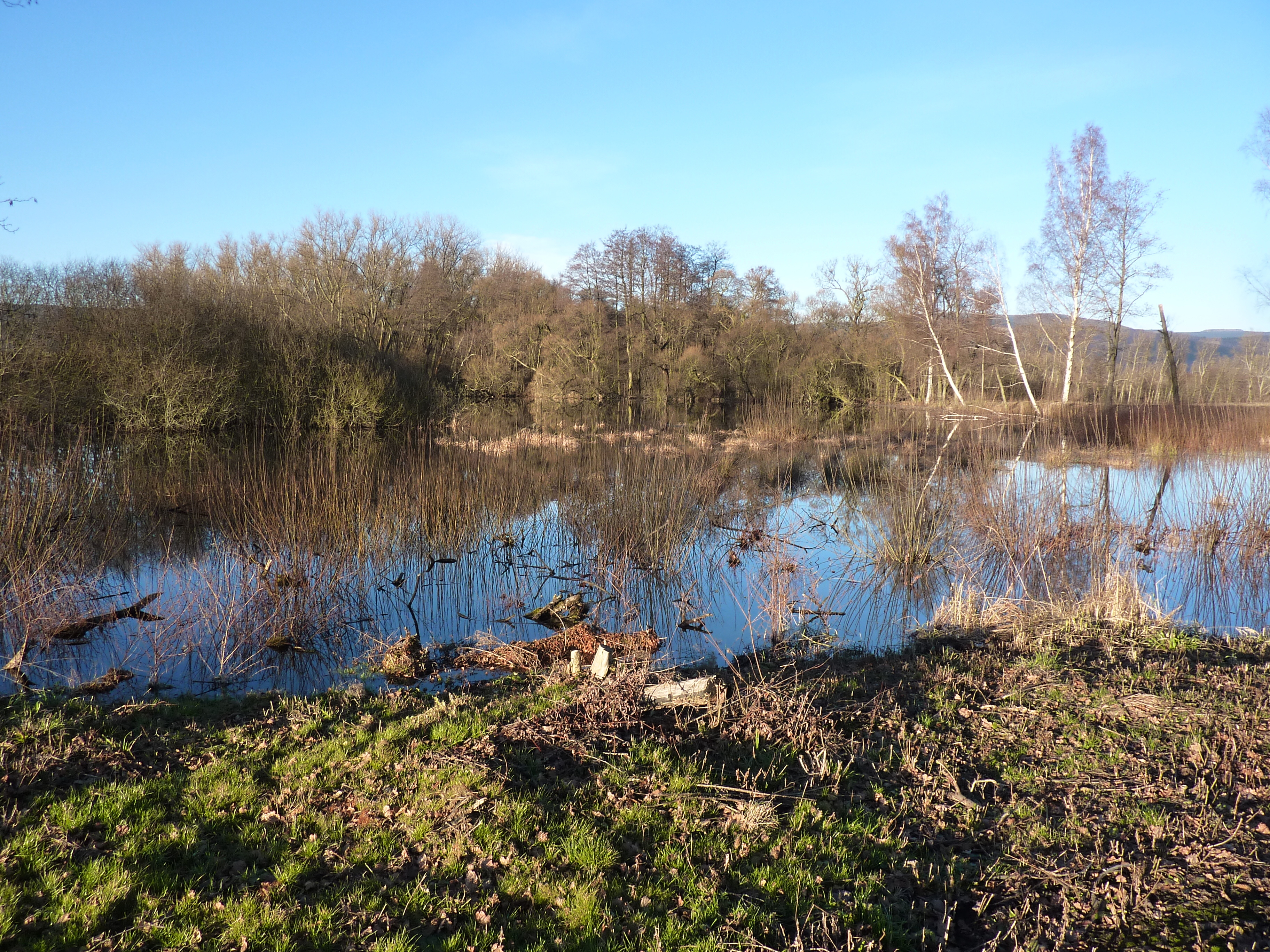
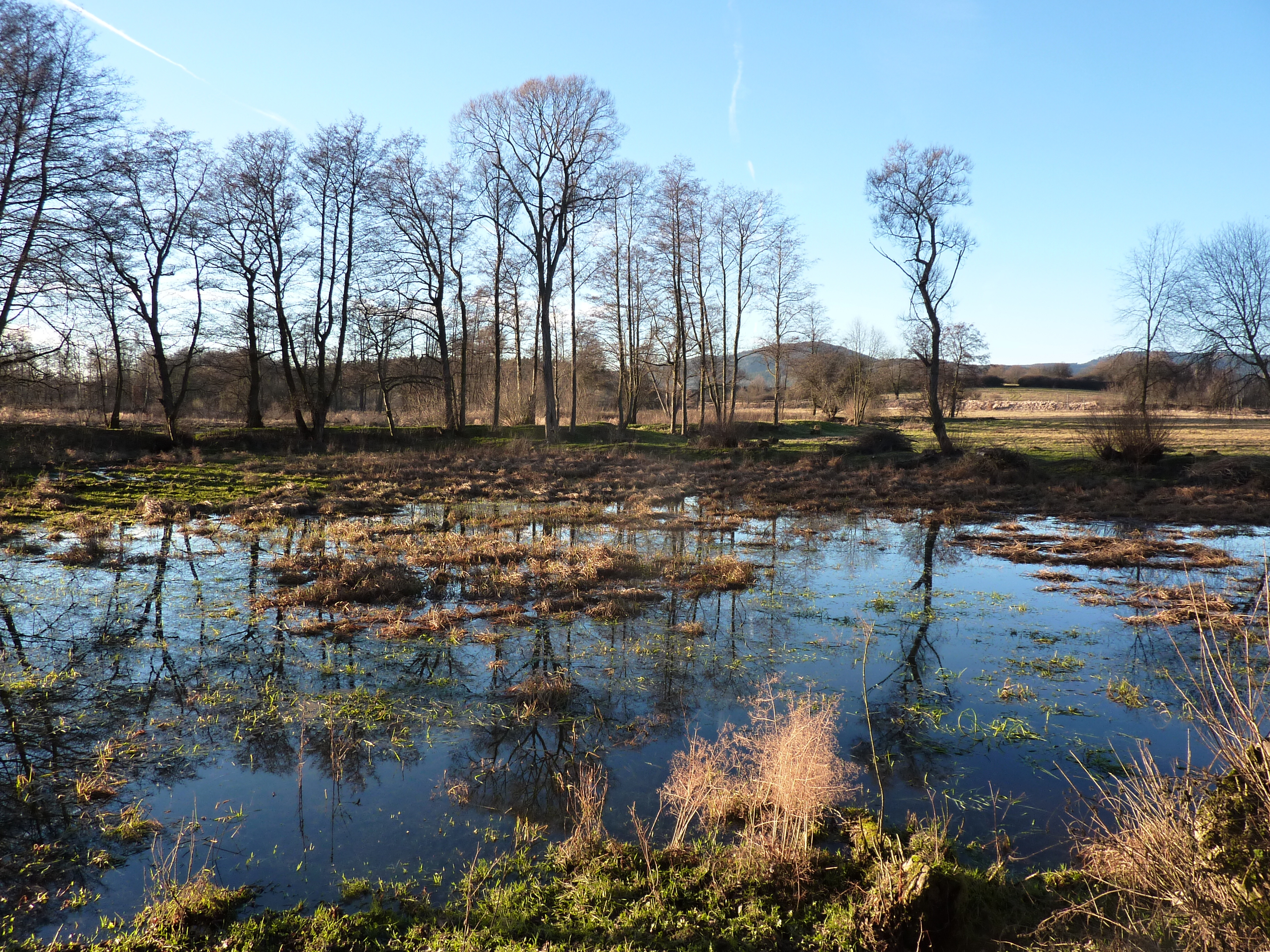